# Gauschla
Gauschla är en bergstopp i Schweiz.   Den ligger i distriktet Wahlkreis Werdenberg och kantonen Sankt Gallen, i den östra delen av landet, 150 km öster om huvudstaden Bern. Toppen på Gauschla är 2 310 meter över havet, eller 181 meter över den omgivande terrängen. Bredden vid basen är 1,0 km.
Terrängen runt Gauschla är bergig åt sydväst, men åt nordost är den kuperad. Närmaste större samhälle är Sevelen, 5,3 km öster om Gauschla. 
Omgivningarna runt Gauschla är en mosaik av jordbruksmark och naturlig växtlighet. Runt Gauschla är det tätbefolkat, med 266 invånare per kvadratkilometer.